# IMac G4
L'iMac G4 è un computer all-in-one prodotto da Apple Inc. dal 2002 al 2004, è la seconda serie della famiglia iMac.

## Caratteristiche
Quando venne presentato il suo design fece scalpore: una calotta semisferica conteneva tutta l'elettronica ed era collegata ad un monitor LCD tramite un braccio pieghevole, fu infatti soprannominato "lampadone" o "girasole". Il processore è un PowerPC G4 con frequenze che sono partite da 700 MHz per arrivare a 1.25 GHz per l'ultimo modello. Il monitor inizialmente era un 15" LCD e successivamente sono arrivati modelli con monitor da 17" e 20" sempre LCD. A differenza dei precedenti iMac tutti gli iMac G4 erano disponibili unicamente nel colore bianco. La scheda grafica montata inizialmente era una NVIDIA GeForce2 MX con 32 MB e in seguito è stata sostituita da altri modelli fino alla NVIDIA GeForce FX 5200 Ultra con 64 MB. Il bus di sistema nei primi modelli era a 100 MHz e poi è stato portato a 167 MHz. Le porte disponibili sono FireWire e USB.

## Versioni

### iMac G4 (1ª generazione)
7 gennaio 2002 Prima versione, processore a 700 o 800 MHz, monitor da 15", bus a 100 MHz e GeForce2 MX con 32 MB

### iMac G4 (2ª generazione)
- 17 giugno 2002 Introdotta versione a 800 MHz con monitor da 17", scheda grafica NVIDIA GeForce4 MX con 32 MB
- 4 febbraio 2003 Versione da 17" con processore a 1 GHz e bus a 167 MHz, scheda grafica NVIDIA GeForce4 MX con 64 MB

### iMac G4 (USB 2.0, 3ª generazione)
- 8 settembre 2003 Introdotte porte USB2 processore a 1, 1.25 GHz monitor da 15" o 17" NVIDIA GeForce4 MX / NVIDIA GeForce FX 5200 Ultra a seconda dei modelli
- 18 novembre 2003 Modello con monitor da 20" e processore a 1.25 GHz NVIDIA GeForce FX 5200 Ultra con 64 MB